# 英雄淚
《英雄淚》為臺灣歌手王傑的第十六張個人專輯，也是第十張國語專輯，發行於1992年7月3日，由飛碟唱片公司發行，唱片編號：UFO-92239。

## 專輯簡介
專輯由王傑、陳大力共同製作，彭國華監製，於台灣7月3日上市，與6月底在香港推出的粵語專輯《封鎖我一生》幾乎是同時發行，此時王傑已於香港接拍電視劇，無法長時間配合宣傳，宣傳期更只有不到數天，因此王傑請導演朱延平跨刀將MTV拍攝成兩分鐘長度的「超迷你」版本，在全省電影院暑假第一檔播放作為宣傳，而在王傑本人幾乎沒有宣傳的情況下，憑著以往累積的消費群及口碑，銷售成績依舊十分突出，在金曲龍虎榜進榜總計12週，銷售有11週均在前10名內，其中8週更是連續雄踞銷售榜前三名（5週銷售亞軍），並且成為1992年度亞洲華語唱片排行榜第一名（第五名為1月初發行的國語專輯《All By Himself》），主打歌「英雄淚」亦登上中廣知音時間排行榜雙週冠軍。而「希望」一曲的MTV則在王傑8月底港劇殺青後才返台拍攝，並作為王傑的國際歌友會組織－－「王傑朋友會」的會歌，並將朋友會的入會費全數捐給「中華民國殘障才藝發展協會」、「樹仁殘障事業福利會」作為慈善之用，受惠的弱勢小朋友們也以自製的小卡片、刺繡回贈給王傑，畫面均收錄於「希望」的MTV之中。

## 曲目
| 曲序 | 曲名                 | 曲              | 詞     | 編曲            | 附註                                   | 粵語版本                                   |
| 01   | 英雄淚               | 陳大力          | 劉虞瑞 | Ricky Ho        | MV導演：朱延平                         | 封鎖我一生，收錄於專輯《封鎖我一生》       |
| 02   | 下次的相逢在什麼時候 | Ricky Ho        | 陳樂融 | Ricky Ho        | 台視電視劇《天眼》主題曲               | 你是我最真的故事，收錄於專輯《封鎖我一生》 |
| 03   | 給我愛就給我你       | 陳志遠          | 劉虞瑞 | 陳志遠          | 後被歐陽菲菲翻唱爲「有情人總被無情傷」 |                                            |
| 04   | 黎明的時候           | 王傑            | 張方露 | Iskandar Ismail |                                        |                                            |
| 05   | 風                   | Iskandar Ismail | 蔣東良 | Iskandar Ismail |                                        | 從未這樣愛過，收錄於專輯《封鎖我一生》     |
| 06   | 希望                 | 陳大力 陳秀男   | 陳大力 | Ricky Ho        | 中視八點檔《財神爺報到》片尾曲         | 盼望，收錄於專輯《她》                     |
| 07   | 誰能夠愛我到天長地久 | 陳大力 陳秀男   | 陳樂融 | Ricky Ho        |                                        | 愛我愛到夠，收錄於專輯《封鎖我一生》       |
| 08   | 你的明天不再有我     | 王傑 陳大力     | 凌瑞霙 | 陳志遠          |                                        |                                            |
| 09   | 黑暗中的哭泣         | 陳秀男          | 丁曉雯 | 郭小霖          |                                        |                                            |
| 10   | 這一次請讓我愛你     | 林一平          | 劉明德 | 郭小霖          |                                        |                                            |

## 唱片版本
- 錄音帶版
- CD版
- 黑膠LP版

## 專輯文案
其實，所有的英雄都是凡人

而所有的凡人也都可以成為英雄

“是非審之於已，毀譽聽之於人， 成敗安之於數” 

每一個在人生戰場上下屈不撓， 無怨無悔的人

都是值得喝采的英雄 

風霜雨雪，回首來時路 

每一個用力踩出的平凡腳印 

都是英雄的足跡

把眼淚流在心底 

把痛苦留給自己 

把深情唱在歌裡 

王傑努力地走著，你我又何嘗不是 

僅以這張專輯
 
獻給每一位努力走來的朋友

## 音樂錄影帶
- 英雄淚
- 下次的相逢在什麼時候
- 希望

## 外部連結
- 1992年-王傑《英雄淚》電視專題訪問(飛碟巨星耀亞洲)